# IC 4142
IC 4142 је појединачна звијезда у сазвјежђу Ловачки пси која се налази на листи објеката дубоког неба у Индекс каталогу.
Деклинација објекта је + 38° 11' 41" а ректасцензија 13h 3m 47,4s.